# Võ Miếu
Võ Miếu là một xã thuộc huyện Thanh Sơn, tỉnh Phú Thọ, Việt Nam.
Xã Võ Miếu có diện tích 48,44 km², dân số năm 1999 là 10983 người, mật độ dân số đạt 227 người/km².